# Mathilda granifera
Mathilda granifera är en snäckart som beskrevs av Dall 1927. Mathilda granifera ingår i släktet Mathilda och familjen Mathildidae. Inga underarter finns listade i Catalogue of Life.